# Ann Sexton
Ann Sexton (* 5. Februar 1947 als Mary Burton in Greenville (South Carolina), Vereinigte Staaten; † 13. März 2025) war eine US-amerikanische Soulsängerin. Sie war eine der weniger populären Southern-Soul-Künstlerinnen.

## Leben
Sexton nahm in den 1970er Jahren größtenteils für kleinere Plattenlabels wie Impel oder Dash Lieder auf. Den größeren Teil ihrer Zeit arbeitete sie für die Familie Sound Stage 7/77. Ihre 1973 aufgenommene Single You’re Losing Me war im Film 21 Gramm (2003) zu hören.
Im März 2007 stand sie erstmals seit den 1970er Jahren wieder auf der Bühne beim Baltic Soul Weekender, bei dem sie bis 2012 zum festen Line-up gehörte.

## Diskografie
- 1973: Loving You, Loving Me
- 1977: The Beginning
- 1995: You’re Gonna Miss Me
- 2004: Anthology[5]